# 徐勤先
徐勤先（1935年8月—2021年1月8日），男，汉族，山东莱州人，前中国人民解放军少将，前陆军第三十八集团军军长，坦克第一师师长。在1989年六四天安门事件中拒绝执行中共中央军委主席邓小平签署的调动部队进京执行天安門清场任务的命令，被开除中国共产党党籍，由中国人民解放军军事法院判处有期徒刑五年。

## 生平

### 早年生涯
1935年出生于山东掖县（今莱州）。8歲隨父闖關東到瀋陽，小學未讀完即輟學賣菜。民間曾一度誤傳其父为中国人民解放军大将徐海东，但无任何证据显示这二人有亲属关系。1950年朝鲜战争爆发后，徐勤先要求参军因年龄不足被拒，为此咬破手指写血书要求参军才被接受，1950年12月入伍，隨後作為第一批裝甲兵编入坦克第一團入朝作战，任报务员。1956年7月加入中国共产党。朝鲜战争結束後回國，歷任坦克第一師通信營營長、坦克第三團參謀長、坦克第一師師作戰訓練科長、坦克第一師師長、陆军第三十八集团军副军长。徐勤先是1984年中国人民解放军华北大演习的指挥者之一。1987年任陆军第三十八集团军军长，授少将军衔，正军级待遇。

### “六四事件”中抗命
在1989年“六四事件”中，他因患腎結石在北京軍區總醫院（在東四十條）就治。5月17日，他被上级要求率陆军第三十八集团军入北京执行戒严令，但拒绝在部队调兵令上签字。他说，“最好收回成命，好好研究研究，中央政治局，人大常委，国务院，好好研究研究，这问题不能这么解决。”原中国人民解放军大将羅瑞卿次子、總參謀部原師級軍官羅宇在回億錄《告別總參謀部》中說：開槍鎮壓學生的作戰命令起草好後，先送給中央軍委副主席兼秘書長楊尚昆，趙紫陽是第一副主席；楊尚昆要鄧小平先簽才肯簽，說：「先送鄧，鄧不簽，我不簽。」於是命令先送給鄧小平，讓鄧小平簽字後，楊尚昆加簽。徐勤先拒絕執行命令的理由就是：軍委第一副主席趙紫陽沒有簽，軍令不全、不合法，不能執行。前新华社记者、中国新闻学院教授、历史学者杨继绳在《中国改革年代的政治斗争（修订版）》中则记载徐勤先因患肾结石在北京军区总医院（301医院）就医，5月17日接到北京军区开会通知。北京军区副司令李来柱宣布中央军委调兵戒严的命令，要军长们当即表态。但徐勤先表示：“口头命令我无法执行，需要书面命令。”李来柱于是要他给自己的政委打电话传达命令，徐勤先致电政委后说：“我传达了，我不参与，这事和我无关。”然后就回医院。事后他对朋友表示：“宁肯杀头也不能做历史的罪人！”据徐勤先的司机刘建国回忆，当日下午总政治部保卫部人员来到医院的病房，告知徐勤先继续养病，而38军另由他人指挥。

### 入狱到出狱
此后，徐勤先被开除中国共产党党籍，被军事法院判处五年有期徒刑，在公安部直属的秦城监狱服刑（最后一年在公安医院）。
出狱後，徐勤先待遇由先前的正军级降为副军级。据传，徐勤先原被當局安置於河北省保定市，后第38集团军军部位于该地，且其旧部過多，為免出事改安置於石家庄市，但徐仍拥有在北京和石家庄之间移动的自由。2011年在接受香港《苹果日报》采访谈到对22年前那件事的想法时，徐勤先表示：“已经过去的事，就无所谓后悔了。已经做了嘛！要不然就不要做，做了就没什么后悔的。”“这个事和打仗不一样，这是个政治性的事件，政治性的事件不能这么办。”“矛盾很激烈，这样的话非发生冲突不可。和老百姓发生冲突，好人坏人又分不清，出了事谁负责？明显当时的状况不适合用激烈的办法解决，还是用谈判对话的办法来解决，这是政治问题。”

### 晚年和去世
2016年春节期间，他患上肺炎被紧急送回石家庄抢救，之后便在解放军白求恩国际和平医院内一直卧病在床。除了患有老人病，其右眼已经全盲，剩下的左眼视力极差，曾接受过手术。他更患有严重脑血栓，触及神经，日常生活完全不能自理，身体已虚弱到不能说话。2021年1月4日，法广报道徐勤先已“病入膏肓”，其仍然遭到当局严密监控和行动控制。8日，徐勤先在早饭时间在石家庄去世，下午其生前好友和旧部陆续得知消息。

## 評價
前中共中央主席毛澤東的政治秘書，前中共中央組織部常務副部長李銳曾於“六四事件”後賦詩：
|        | 懷仁博學真儒將，一代豪雄硬脊樑。甘赴刑廷違上命，但求民主大興邦。 |
| ——李锐 |                                                                  |

## 个人生活
徐勤先好閱讀，史哲、政治、經濟、文學皆涉獵，亦喜先鋒派詩歌。

### 引用
1. 1 2 3 4  . 澳洲新闻网. 2018-06-15  [2021-01-08] （中文（中国大陆））.
2. 1 2 3  . 苹果日报. 2011-02-15  [2014-06-04]. （原始内容存档于2015-05-18）.
3. 1 2 3 4  安迪; 储百亮. . 纽约时报中文网. 2014-06-03 （中文（繁體））.
4. ↑  杨继绳. . 香港: 特區文化圖書有限公司. 2004. ISBN 9626758031. 听说38军军长徐勤先不听从调动，不愿到北京镇压学生被软禁起来了。军事记者说，戒严司令部的张工向他传达口头命令，让他带兵进城。徐说：口头命令无效，要有书面文字。张工说不可能有书面的了。徐说，没有书面的我不进城。
5. 1 2  . 纽约时报. 2014-06-04  [2014-06-06]. （原始内容存档于2020-09-23） （中文（简体））.
6. ↑  . 蘋果日報.   [2015-12-11]. （原始内容存档于2017-09-26）.
7. ↑  . 新唐人电视台. 2019-08-19  [2021-01-08]. （原始内容存档于2021-01-10） （中文（简体））.
8. ↑  . 苹果日报. 2011-02-15  [2014-06-04]. （原始内容存档于2017-07-23）.
9. ↑  . RFI - 法国国际广播电台. 2011-02-15  [2021-01-08]. （原始内容存档于2021-01-11） （中文（简体））.
10. 1 2  . RFI - 法国国际广播电台. 2019-06-04  [2021-01-08]. （原始内容存档于2022-05-24） （中文（简体））.
11. ↑  . RTHK.   [2021-01-08]. （原始内容存档于2022-03-18） （中文（臺灣））.
12. ↑  . 苹果日报. 2011-02-15  [2014-06-04]. （原始内容存档于2017-07-23）.

1. ↑  徐档案中的显示其离开军队前为“河北省军区副司令员”[1]，故此仅享受副军级退役待遇。低于先前任军长（正军级）时的退休待遇